# XVIe gouvernement constitutionnel de Sao Tomé-et-Principe
République démocratique de Sao Tomé-et-Principe
XVe XVIIe
Le XVIe gouvernement constitutionnel de Sao Tomé-et-Principe (en portugais : XVIe Governo Constitucional de São Tomé e Príncipe) est le seizième gouvernement de Sao Tomé-et-Principe. Il entre en fonction le 25 novembre 2014, sous le Premier ministre Patrice Trovoada et le président de la République Manuel Pinto da Costa. Evaristo Carvalho succède à Pinto da Costa en 2016.
Dissout par le président le 22 novembre 2018 à la suite des élections législatives du mois précédent, où l'ADI perd sa majorité, le gouvernement reste temporairement en place en attendant la nomination d'un nouveau gouvernement, et œuvre dans la « limite de la pratique des actes nécessaires à la gestion quotidienne des affaires publiques et de l'administration ordinaire », selon le décret présidentiel publié le même jour. Le XVIIe gouvernement constitutionnel, dirigé par Jorge Bom Jesus (Mouvement pour la libération de Sao Tomé-et-Principe – Parti social-démocrate), entre en fonction le 3 décembre.

## Composition initiale

### Premier ministre
- Premier ministre : Patrice Trovoada

### Ministres
| Rôle                                                                              | Titulaire                         |
| --------------------------------------------------------------------------------- | --------------------------------- |
| Ministre des Affaires étrangères et des Communautés                               | Manuel Salvador dos Ramos         |
| Ministre de la Présidence du Conseil des ministres et des Affaires parlementaires | Alfonso da Graça Varela da Silva  |
| Ministre de la Défense et de la Mer                                               | Carlos Olímpio Stock              |
| Ministre de la Justice et des Droits de l'homme                                   | Roberto Raposo                    |
| Ministre de l'Administration interne                                              | Arlindo Ramos                     |
| Ministre des Finances et de l'Administration publique                             | Américo d'Oliveira Ramos          |
| Ministre de l'Économie et de la Coopération internationale                        | Agostinho Fernandes               |
| Ministre des Infrastructures, des Ressources naturelles et de l'Environnement     | Carlos Vila Nova                  |
| Ministre de l'Agriculture et du Développement rural                               | Carlos Gomes                      |
| Ministre de l'Emploi et des Affaires sociales                                     | Emílio Fernandes Lima             |
| Ministre de la Santé                                                              | Maria de Jesus Trovoada dos Santo |
| Ministre de l'Éducation, de la Culture, de la Science et de la Communication      | Olinto da Silva Sousa Daio        |
| Ministre de la Jeunesse et du Sport                                               | Marcelino Leal Sanches            |

## Composition en 2016

### Premier ministre
- Premier ministre : Patrice Trovoada

### Ministres
| Rôle                                                                              | Titulaire,                        |
| --------------------------------------------------------------------------------- | --------------------------------- |
| Ministre des Affaires étrangères, de la Coopération et des Communautés            | Urbino Botelho                    |
| Ministre de la Présidence du Conseil des ministres et des Affaires parlementaires | Alfonso da Graça Varela da Silva  |
| Ministre de la Justice, de l'Administration publique et des Droits de l'homme     | Ilza dos Santos Amado Vaz         |
| Ministre de la Défense et de l'Administration interne                             | Arlindo Ramos                     |
| Ministre des Finances, du Commerce et de l'Économie bleue                         | Américo d'Oliveira Ramos          |
| Ministre des Infrastructures, des Ressources naturelles et de l'Environnement     | Carlos Vila Nova                  |
| Ministre de l'Agriculture et du Développement rural                               | Teodorico de Campos               |
| Ministre de l'Emploi et des Affaires sociales                                     | Emílio Fernandes Lima             |
| Ministre de l'Éducation, de la Culture, de la Science et de la Communication      | Olinto da Silva Sousa Daio        |
| Ministre de la Santé                                                              | Maria de Jesus Trovoada dos Santo |
| Ministre de la Jeunesse et du Sport                                               | Marcelino Leal Sanches            |

## Modifications
Le ministre de la Justice et des Droits de l'homme Roberto Raposo est remplacé en 2015 par Ilza dos Santos Amado Vaz.
Le 18 octobre 2016 Patrice Trovoada remanie son gouvernement et limoge quatre de ses ministres : le ministre des Affaires étrangères Manuel Salvador dos Ramos est remplacé par Urbino Botelho, celui de l'Économie et de la Coopération internationale, Agostinho Fernandes, par Américo Ramos (le nom du ministère est également modifié en ministère des Finances, du Commerce et de l'Économie bleue), le ministre de la Défense et de la Mer Carlos Olímpio Stock voit ses dossiers transférés à Arlindo Ramos, ministre de l'Intérieur déjà en place, et le ministre de l'Emploi et des Affaires sociales Carlos Gomes est remplacé par Emilio Lima.